# Crataegus gattingeri
Crataegus gattingeri — вид рослин із родини трояндових (Rosaceae).

## Біоморфологічна характеристика
Це кущ чи дерево заввишки 80 дм. Гілочки молоді червонуваті, 1-річні темно-червоно-коричневі, 2-річні темно-сіро-коричневі, старші насичено-сірі; колючки на гілочках прямі або вигнуті, 2-річні дуже темно-червоно-коричневі або чорнуваті, ± тонкі, 2.5–3.5 см. Листки: ніжка листка 50% довжини пластини, не залозиста чи з кількома дрібними залозками; пластина від ± дельтоподібних до вузько-яйцюватих, 2.5–5 см, часток 3 чи 4 на кожній стороні, пазухи неглибокі, верхівка частки гостра, краї зубчасті, зубці численні, 2 мм, верхівка гостра, поверхні голі, адаксіально рідко волохаті молодими, особливо середня жилка. Суцвіття 4–8-квіткові. Квітки 15 мм у діаметрі; чашолистки трикутні, 4 мм, краї цільні; пиляки від рожевих до малинових. Яблука зеленуваті чи зеленуваті з блідим рум'янцем молодими, при дозріванні від яскраво-червоного до темно-червоного кольору, 6–10 мм у діаметрі; кісточок 4. Цвітіння: квітень і травень; плодоношення: вересень і жовтень.

## Середовище проживання
Зростає в й пд.-сх та сх.-цн. США (Алабама, Джорджія, Кентуккі, Луїзіана, Міссісіпі, Міссурі, Північна Кароліна, Огайо, Пенсильванія, Теннессі, Вірджинія, Західна Вірджинія). Населяє відкриті ліси, чагарники; на висотах 50–150 метрів.